# Силовања током рата у Босни и Херцеговини
Силовања током рата у Босни и Херцеговини представљало је политику масовног системског насиља усмереног против жена. Иако су мушкарци свих етничких група починили силовања, већину су починили припадници Војске Републике Српске (ВРС) и других паравојних јединица, које су користиле силовање као средство терора и тактику, у оквиру етничког чишћења. Процене броја силованих жена током рата крећу се између 10.000 и 50.000. Тачан број је тешко утврдити и верује се да је број непријављених случајева много већи од пријављених.
Хашки трибунал прогласио је „систематско силовање” и „сексуално ропство” у ратно време злочином против човечности. Неки аутори закључили су на основу организоване и систематске природе масовних силовања женске бошњачке популације да су ова силовања била део шире кампање етничког чишћења и да је ВРС спроводила политику геноцидног силовања против Бошњака.
Суђење припаднику ВРС-а Драгољубу Кунарцу било је први пут да је особа осуђена због коришћења силовања као средства за вођење рата. Након рата, направљено је неколико награђиваних документараца, дугометражних филмова и представа које обрађују силовања и њихове последице.

## Силовања

### Процене
Процене броја силованих жена и девојака варирају од 12.000 до 50.000, при чему огромна већина њих су Бошњакиње. МКСЈ процењује између 20.000 и 50.000 силовања, и да се 80% тих случајева догодило током дужег периода заточеништва. Стручњаци УНХЦР-а тврде да се догодило 12.000 силовања. Комисија УН стручњака идентификовала је 1.600 случајева сексуалног насиља, који је израчунао да су српске снаге одговорне за 90% сексуалних напада, хрватске снаге за шест одсто, док су бошњачке снаге одговорне за четири процента.

### Као етничко чишћење
Октобра 1992. Савет безбедности Уједињених нација основао је Комисију којом је председавао Махмуд Шериф Басиони. Према налазима комисије, било је очигледно да су српске снаге систематски користиле силовање, уз подршку команданата и локалних власти. Комисија је такође закључила да: „Пријављена силовања вршиле су све стране у сукобу. Међутим, највећи број пријављених жртава су Бошњаци, а највећи број оптужених су Срби. Постоји такође и неколико извештаја о силовању и сексуалним нападима између припадника исте етничке групе.”

### Логори
Током сукоба, жене свих етничких група биле су погођене, иако не у мери у којој је претрпела бошњачка популација. Српске снаге су основале „логоре силовања” где су жене биле заточене, мучене и силоване током вишегодишњег периода. Жене задржаване у логорима пуштане су тек када би остале трудне. Групна силовања и јавна силовања нису била ретка. Ови логори су се налазили у Кератерму, Вилиној Власи, Мањачи, Омарској, Трнопољу, Узамници. Старост жртава била је између 12 и 60 година и жене су често биле из исте породице.
Логори су били успостављени широм Фоче али најозлоглашенија локација где су жене биле силоване била је „Караманова кућа”. Бошњакиње, укључујући и малолетнице од свега 12 година, биле су редовно силоване. Током суђења Драгољубу Кунарцу и другима, услови у овим логорима су описани као „неподношљиво нехигијенски”. Жене и девојке које је пробрао Кунарац или његови људи биле су одвожене и силоване. Шеф полиције у Фочи, Драган Гаговић, идентификован је као један од мушкараца који би посећивали ове логоре како би бирали жене за силовање. Групна силовања била су уобичајена. Сведокиња у предмету Кунарац и други у логору Бук Бијела, описује како је извело 10 старијих мушкараца и силовало је у истој ноћи. Најмање 11 особа је оптужено у вези са силовањима у логорима у Фочи.
У периоду од пет мјесеци између пролећа и лета 1992, између 5.000 и 7.000 Бошњака и Хрвата било је заточено у нехуманим условима у Омарској. У концентрационом логору, силовање, сексуални напади и мучење мушкараца и жена били су уобичајена појава. Једне новине су тамошње догађаје описале као "место убијања, сакаћења, премлаћивања и силовања".
У логору Трнопоље припрадници ВРС-а, милицајци и чувари логора силовали су непознати број жена и девојака. У логору Узамница, један свједок на суђењу Оливеру Крсмановићу, оптуженом за злочине у вези са вишеградским масакрима, тврдио је да су заточеници својевремено били присиљени да силују жене. Око 100 жена било је заточено и подвргнуто вишеструким силовањима у логору у Калиновику. Жене су биле принуђене да затрудне и рађају.
У заједничком логору Челебићи којим су управљале бошњачке и хрватске снаге, српски цивили били су подвргнути разним облицима мучења и сексуалног злостављања, укључујући силовање. У Дретељу већину затвореника чинили су српски цивили који су држани у нехуманим условима, док су женски затвореници били силовани и речено им је да ће бити задржане док не роде „усташу”. И српски и бошњачки цивили били су заточени у ХВО логору Хелиодром у Родоцу. Српске жене и девојке су биле силоване и мучене у борделима у делу Сарајева под контролом АРБиХ.

## Последице
Након краја рата и потписивања Дејтонског споразума било је континуираних покушаја да се супротстављене стране помире.
Много је пажње посвећено потреби да се схвати реалност онога што се десило, разбију митови и томе да се одговорне вође доведу пред лице правде и подстакну да прихвате своју кривицу за масовна силовања и друге облике окрутности.
Међу последицама овог рата јест и то да је етнички идентитет сада од много веће друштвене важности у Босни и Херцеговини него што је то био прије 1992. Од 60-их година 20. стољећа до рата постотак мијешаних бракова износио је приближно 12% и млађи грађани често би за себе прије говорили да су Босанци него идентифицирали своју етничку припадност. Након рата је постало обавезно да се људи идентифицирају као Бошњаци, Срби или Хрвати и то је био и остао проблем за дјецу силованих жена која одрастају и сазревају.
Медицинска студија обављена на 68 Бошњакиња и Хрватица које су биле жртве силовања током рата од 1992. до 1995. открила је да су многе од њих као резултат претрпјеле психичке проблеме. Ниједна од њих није их имала прије силовања. Након силовања, 25 од њих имало је самоубилачке мисли, 58 патило је од депресије одмах након силовања, а 52 још су патиле од ње у вријеме провођења студије, годину касније. Четрдесет четири од њих силоване су више од једном, а 21 силована је сваког дана током периода у заточеништву. Двадесет девет их је затрудњело, а 17 их је побацило. Студија је дошла до закључка да су силовања имала „дубоке тренутне и дугорочне последице на ментално здравље” ових жена. У БиХ, према подацима Амнести интернашонала, живи више од 20 хиљада преживјелих жртава ратног силовања.

## Критика
Српска православна црква је приче о масовним силовањима муслиманки од стране Срба из Босне и Херцеговине окарактерисала као крупне пропагандне лажи светских медија против Срба. Свети архијерејски Сабор је тим поводом, ради истинитог обавештавања међународне и домаће јавности објавио посебно Саопштење поводом лажних оптужби против српског народа у Босни и Херцеговини. Највише црквено тело је за те оптужбе рекло да су оне фабриковане у служби нечасне ратне пропаганде против српског народа у целини.

#### Сведочанства
- Сведокиња 50 у предмету против Драгољуба Кунарца, Зорана Вуковића и Радомира Ковача
- Сведокиња 87 у предмету против Драгољуба Кунарца, Зорана Вуковића и Радомира Ковача